# 米夏埃尔·奥布斯特
米夏埃尔·奥布斯特（德語：Michael Obst，1944年6月22日—），德国男子赛艇运动员。他曾代表德国联队参加1960年夏季奥林匹克运动会赛艇比赛，获得男子四人单桨有舵手金牌。